# 交代群
交代群（こうたいぐん、英: alternating group, 独: Alternierende Gruppe）とは、有限集合の偶置換全体がなす群である。集合 {1,...,n} 
上の交代群は n 次の交代群、もしくは n 文字の交代群 (the alternating group on n letters) と呼ばれ、An もしくは Alt(n), {\displaystyle {\mathfrak {A}}_{n}} という記号で表す。これは n 変数の交代式を不変とするような変数の置換がなす群と思ってもよい。
例として、4つの元からなる集合 {1, 2, 3, 4} の交代群 A4 は以下のようになる。A4  = {e, (123), (132), (124), (142), (134), (143), (234), (243), (12)(34), (13)(24), (14)(23)}（巡回置換記法を参照）

## 基本的性質
n > 1 とする。群 An は対称群 Sn の指数 2 の交換子群であり、n!/2 個の元を持つ。これは、符号準同型 sgn: Sn → {1, −1} の核である（置換の符号については置換 (数学)の項を参照）。
群 An が可換群となるのは、n ≤ 3 のときかつそのときに限る。また単純群となるのは n = 3 もしくは n ≥ 5 のときかつそのときに限る。A5 は位数 60 を持つ最小の非可換単純群であり、最小の非可解群である。
群 A4 はクラインの4元群 V を真の正規部分群として持つ。V は {e, (12)(34), (13)(24), (14)(23)} であり、列 V → A4 → A3 (= C3) は完全である。ガロア理論によればこの写像、あるいはこれに対応する S4 → S3 に、四次方程式のフェラリの解法における（三次の）ラグランジュ分解方程式（分解方程式の根によって四次方程式を解くことができる）が対応している。

## 共軛類
対称群の場合と同様、An の各共軛類は同じ巡回置換型を持つ元からなる。しかし、巡回置換型を構成する巡回置換の長さが奇数のみでしかも重複がないとき（巡回置換型には長さ1の巡回置換も含めるとする）、この型に対応する共軛類はちょうど二つ存在する。
例:
- ふたつの置換 (123) および (132) は同じ型を持つにもかかわらず A3 において互いに共軛ではない（S3 においては共軛である）。
- A8 において、置換 (123)(45678) はその逆置換 (132)(48765) と同じ型をもつが、互いに共軛でない（S8 の元としては共軛）。

## 自己同型群
| n            | Aut(An)                            | Out(An)                             |
| ------------ | ---------------------------------- | ----------------------------------- |
| n = 1, 2     | 1                                  | 1                                   |
| n = 3        | {\displaystyle C_{2}}              | {\displaystyle C_{2}}               |
| n ≥ 4, n ≠ 6 | {\displaystyle S_{n}}              | {\displaystyle C_{2}}               |
| n = 6        | {\displaystyle S_{6}\rtimes C_{2}} | {\displaystyle V=C_{2}\times C_{2}} |

一般の n > 3 (n ≠ 6) に対する An の自己同型群は対称群 Sn で、内部自己同型群として An を外部自己同型群として Z/2Z を持つ。このとき外部自己同型群は奇置換による共軛変換から得られる。
n = 1, 2 のとき自己同型群は自明群である。n = 3 の場合の自己同型群は Z/2Z で、内部自己同型群は自明、外部自己同型群は Z/2Z である。
A6 の外部自己同型群はクラインの四元群 V = Z2 × Z2 であり、S6 の外部自己同型に関係がある。The extra outer automorphism in A6 swaps the 3-cycles (like (123)) with elements of shape 32 (like (123)(456)).

## 例外的な同型
小さい位数の交代群とリー型の群（とくに特殊射影線型群）との間には例外的な同型と呼ばれる対応が取れるものがある。
- A4 は PSL2(3) に同型である。また鏡像異種正六面体の対称性の群とも同型である。
- A5 は PSL2(4), PSL2(5) に同型であり[7]、また鏡像異種正二十面体の対称性の群とも同型である。
- A6 は PSL2(9) [7]および PSp4(2)' に同型である。
- A8 は PSL4(2) に同型である[7]。

もっと明らかなものとしては、A3 が巡回群 Z/3Z に同型であることや A0, A1, A2 が自明群に（これは任意の q に対する SL1(q) = PSL1(q) とも）同型であることなどが挙げられる。

## 部分群
交代群 A4 は、ラグランジュの定理の逆が一般には成立しないことを示す最小の群である。すなわち、有限群 G と、 |G| の約数 d が存在するときでも、G には位数 d の部分群が必ず存在するとは限らない。G = A4 とすると、位数は12になるが、位数6の部分群は存在しない。A4 の中で、3個だけの元の交代（3個だけの元の巡回置換）からなる元の集合は部分群をなすが、それに任意の元を付け加えて生成する群は A4 全体になる。

## 群の表示
交代群 An (n ≥ 3)の生成元と関係式による表示には以下のものが知られている。ひとつはCarmichaelによる（対称な）表示
生成元 V1, …, Vn−2 と
関係式 V3
i = (Vi Vj)2 = e (1 ≤ i < j ≤ n−2)
で、これは交代群 An を定める。この表示は {\displaystyle V_{i}\mapsto (i,n-1,n)} という対応から得られる。
もうひとつはMooreによる表示
生成元 x1, …, xn−2 と
関係式
x3
1 = x2
i = e (2 ≤ i ≤ n−2)
(xi xi+1)3 = e (1 ≤ i ≤ n−3)
(xi xj)2 = e (1 ≤ i ≤ n−4, i+1 < j)
で、これも交代群 An を定める。この表示は {\displaystyle x_{i}\mapsto (1,2)(i+1,i+2)} という対応から得られる。

## 群ホモロジー
交代群の群ホモロジーは安定ホモトピー論における意味で安定である。つまり（有限個の小さい次元のホモロジー群を除いて）十分大きな n に対する n-次ホモロジー群が（同型の意味で）一定となる。

### アーベル化 H1
群の一次元ホモロジー群は群のアーベル化に一致する（また、An は知られた例外を除いて完全である）から、
{\displaystyle H_{1}(A_{n},\mathbb {Z} )=0{\mbox{ for }}n=0,1,2;}
{\displaystyle H_{1}(A_{3},\mathbb {Z} )=A_{3}^{\text{ab}}=A_{3}=\mathbb {Z} /3\mathbb {Z} ;}
{\displaystyle H_{1}(A_{4},\mathbb {Z} )=A_{4}^{\text{ab}}=\mathbb {Z} /3\mathbb {Z} ;}
{\displaystyle H_{1}(A_{n},\mathbb {Z} )=0{\mbox{ for }}n\geq 5}
が得られる。これは以下のようにすれば直接確認することも容易である。まず、A3 は長さ 3 の巡回置換によって生成され、位数 3 の元は位数 3 の元に写らなければならないから、非自明なアーベル化写像は準同型 An → C3 のとり方のみによって決まる。
n ≥ 5 ならば、長さ 3 の巡回置換はすべて互いに共軛であるから、これらの元はアーベル化の中で同じ元に写る（共軛変換は可換群には自明に働く）。したがって、(123) のような長さ 3 の巡回置換はその逆元 (321) ともども同じ元へ写るが、その行き先は位数が 2 も 3 も割り切るものである単位元でなければならない。ゆえにアーベル化は自明群である。
n < 3 のときは An 自身が自明群だから、そのアーベル化も同様に自明である。A3, A4 については直接そのアーベル化を計算して確かめればよいが、注意すべきは長さ 3 の巡回置換の全体はすべてが共軛というわけにはいかず、ふたつの共軛類に分かれることである。したがって、非自明な全射準同型 
{\displaystyle A_{3}\twoheadrightarrow C_{3},\quad A_{4}\twoheadrightarrow C_{3}}
が存在する。前者は実際には同型である。

### シューア乗因子 H2
n ≥ 5 の場合の An のシューア乗因子は（n = 6, 7 の場合を除いて）位数 2 の巡回群である。n = 6, 7 の場合、三重被覆が存在し、シューア乗因子は位数 6 の巡回群となる。これらの計算は (Schur 1911) において初めて成されている。
{\displaystyle H_{2}(A_{n},\mathbb {Z} )=0{\mbox{ for }}n=1,2,3;}
{\displaystyle H_{2}(A_{n},\mathbb {Z} )=\mathbb {Z} /2\mathbb {Z} {\mbox{ for }}n=4,5;}
{\displaystyle H_{2}(A_{n},\mathbb {Z} )=\mathbb {Z} /6\mathbb {Z} {\mbox{ for }}n=6,7;}
{\displaystyle H_{2}(A_{n},\mathbb {Z} )=\mathbb {Z} /2\mathbb {Z} {\mbox{ for }}n\geq 8.}